# Guilherme Briggs
Guilherme Neves Briggs (Rio de Janeiro, 25 de julho de 1970) é um dublador, diretor de dublagem, locutor, tradutor, desenhista, youtuber e blogueiro brasileiro. Começou a trabalhar como dublador na VTI Rio em 1991, após visitar o estúdio com um amiga. Em 1993, Orlando Drummond levou-o para a Herbert Richers. Briggs é reconhecido no mundo da dublagem como um dos melhores do Brasil.
Alguns dos seus trabalhos mais conhecidos foram como o personagem título em Freakazoid!, o brinquedo Buzz Lightyear na série Toy Story, Cosmo em Os Padrinhos Mágicos, Rei Julien na série Madagascar, além de personagens icônicos como o Superman e Mickey Mouse (de 2009 a diante).

## Biografia
Guilherme Briggs nasceu em 1970, na cidade do Rio de Janeiro, filho de Suelly Neves e Henrique Briggs. Durante a sua infância, Guilherme criava com seu pai personagens e histórias em um antigo gravador, numa espécie de radioteatro caseiro. Guilherme se refere ao pai como seu grande incentivador para as artes.
Na ocasião do lançamento do filme Jornada nas Estrelas IV: A Volta para Casa, uma amiga sua publicou uma carta num jornal criticando a dublagem da produção. Por conta disso, Guilherme foi convidado junto da amiga a visitar o estúdio responsável por esta dublagem, a VTI Rio. Ele então soube que poderia estagiar no lugar, passando a trabalhar lá depois como dublador.
Em 1991, começou a sua carreira de dublador na VTI Rio, e posteriormente passou a dublar também em outros estúdios, e seu primeiro personagem fixo foi Worf, de Jornada nas Estrelas: A Nova Geração. Em desenho animado, seu primeiro personagem foi Eek, de Eek! The Cat. Em 1994, começou a trabalhar na Herbert Richers, levado por Orlando Drummond, com quem trabalhava na VTI Rio, e no mesmo ano se tornou o locutor do Cartoon Network Brasil e mais tarde fez locuções para a Som Livre e Rede Globo.
Com a morte do dublador Alexandre Lippiani em 1997, Guilherme Briggs o substituiu como dublador de Clark Kent em Lois & Clark: As Novas Aventuras do Superman e em outras produções com o personagem. Também trabalhou na série infantil Teletubbies, como narrador. Em 2003, passou a ser diretor na Delart, onde dirigiu as dublagens de Watchmen, Avatar e Mad.
Um dos seus principais trabalhos[carece de fontes?] foi na série Friends, dublando Ross Geller, durante a 1ª temporada e a 3ª temporada e posteriormente a 10ª temporada.
Entre outros personagens, já dublou Freakazoid, Buzz Lightyear, Superman, Mewtwo de Pokémon, Cosmo de Os Padrinhos Mágicos, Optimus Prime de Transformers e Samurai Jack. Os principais atores que Briggs dubla são Denzel Washington, Brendan Fraser, Owen Wilson, Zachary Quinto, David Schwimmer, Dwayne Johnson, Seth Rogen e Julian McMahon.
Em 2022, se mudou para Teresópolis. Como passou a morar longe dos estúdios, decidiu não dublar mais presencialmente. Agora, dubla apenas via dublagem remota, através de um estúdio montado em sua casa.

### Outros trabalhos
Como blogueiro, produz para seu blog Teatro de Bonecos vídeos e imagens humorísticos com seus bonecos, como experimentação de suas técnicas de dublagem. Seu personagem principal no blog é o fantoche de cachorro Tobias. Por esse trabalho, Briggs venceu em 2009 e em 2011 o prêmio TopBlog de Melhor Blog de Humor pelo júri popular e pelo júri acadêmico.
Ainda na blogsfera, é colaborador do blog Jovem Nerd, especialmente do podcast Nerdcast. Também participa de eventos relacionados a filmes, séries e jogos, como o Sana Fest, no Ceará e dubla todos os personagens animados do canal no YouTube, Toró de Miolo.

### Reconhecimento
Guilherme Briggs é reconhecido por profissionais da dublagem e da dramaturgia como um dos melhores dubladores do Brasil. A respeito de Briggs, Orlando Drummond considerava que "Sabe-se pouco do muito que ele faz e é capaz de fazer por dominar bem o inglês e saber brincar com a língua para poder criar no uso da voz". Em 2013, Alexandre Moreno disse que "[...] Guilherme é a referência da área na nova geração, pois não matou a criança que tem em si". Atores dirigidos por Briggs, como Leandro Hassum, que trabalhou com ele em Meu Malvado Favorito, elogiaram a capacidade de Briggs de dar informalidade às falas; Rodrigo Santoro, dublador em Rio, reconheceu sua versatilidade.

### Vida pessoal
Guilherme Briggs é casado desde 2003 com a roteirista de histórias em quadrinhos Fran Briggs. Tem como gostos pessoais ciência, livros, ilustração, filmes, séries de televisão, desenhos animados e histórias em quadrinhos, particularmente animes e mangás, especialmente os animes Maison Ikkoku e Berserk. Considera como seu personagem preferido por ele dublado Daggett, de Os Castores Pirados.

## Carreira

### Animação
- Moisés de O Príncipe do Egito;[12]
- Ele de As Meninas Superpoderosas;[6]
- Professor Hiiragi de Cavaleiros de Mon Colle;[3]
- Mestre Yoda a partir de Star Wars: A Guerra dos Clones;[11]
- Bruce de Procurando Nemo;[7]
- Scooby-Doo (substituindo o dublador Orlando Drummond)[18] em Scooby-Doo e o Fantasma da Bruxa (Netflix/DVD) na dublagem paulista da Álamo;
- Mickey Mouse de A Casa do Mickey Mouse;[13]
- Auto de Wall-E;[19]
- All Might em My Hero Academia: 2 Heróis;[20]
- Caine em The Amazing Digital Circus;
- Norbert em The Angry Beavers;
- Eek de Eek! The Cat;
- Brook de One Piece;
- Capitão Hazel "Hank" Murphy de Laboratório Submarino 2021

### Atores
- Harrison Ford como Han Solo;[12][10]
- Dean Cain como Clark Kent em Lois & Clark: The New Adventures of Superman (substituindo o dublador Alexandre Lippiani);
- Josh Brolin como Matthew Kensington em O Homem Sem Sombra;
- Denzel Washington;[8]
- Brendan Fraser;[12]
- Dwayne Johnson;[8]
- Seth Rogen;[6]
- Jean-Claude Van Damme;[6]
- Owen Wilson;[8]
- Philip Seymour Hoffman;[6]
- Zachary Quinto como Spock em Star Trek e Além da Escuridão - Star Trek;[8]
- Andy Serkis como Gollum em O Hobbit: Uma Jornada Inesperada;[10]
- Harry Hamlin como Perseu em Fúria de Titãs (1981) (redublagem);[13]
- David Schwimmer;[13]
- Julian McMahon;[13]
- Josh Holloway como Sawyer em Lost (a partir da 3ª temporada);[21]
- Tom Hardy como Bane em Batman: O Cavaleiro das Trevas Ressurge;
- Max Rockatansky em Mad Max: Estrada da Fúria;
- Luís Fernando Salsa como Hector em Noobees;
- John Fitzgerald em O Regresso.[22]

### Jogos
- Superman em Injustice: Gods Among Us e Injustice 2;[11][23]
- Senhor Veríssimo em Enigma do Medo.[24]
- Dr. Harley Sawyer em Poppy Playtime[25]

## Prêmios
Teatro de Bonecos ficou na lista dos 100 melhores blogs brasileiros em 2010 e 2012.
Crunchyroll Anime Awards
- 2024 - Melhor Atuação de Voz (Português - Brasil) - (Brook em One Piece).[26]

Prêmio da Dublagem Carioca
- 2012 - Melhor Direção de Filme para Cinema por Rio.[27]

Prêmio Top Blog
- 2011 - Melhor Blog de Humor (júri popular e júri acadêmico).
- 2009 - Melhor Blog de Humor (júri popular e júri acadêmico).[6]

Prêmio Yamato
- 2010 - Melhor Dublador de Protagonista - Os Fantasmas de Scrooge.
- 2003 - Melhor Dublador de Coadjuvante (Professor Hiragi em Os Cavaleiros de Mon Colle).